# Бидесхајм (Ајфелкрајс Битбург-Прим)
Бидесхајм (њем. Büdesheim) град је у њемачкој савезној држави Рајна-Палатинат. Једно је од 235 општинских средишта округа Ајфелкрајс Битбург-Прим. Према процјени из 2010. у граду је живјело 597 становника. Посједује регионалну шифру (AGS) 7232209.

## Географски и демографски подаци
Бидесхајм се налази у савезној држави Рајна-Палатинат у округу Ајфелкрајс Битбург-Прим. Град се налази на надморској висини од 500 метара. Површина општине износи 13,6 km². У самом граду је, према процјени из 2010. године, живјело 597 становника. Просјечна густина становништва износи 44 становника/km².